# كارلوس فينيسيوس
كارلوس فينيسيوس (مواليد 25 مارس 1995) هو لاعب كرة قدم برازيلي يلعب في مركز الهجوم في نادي فولهام.

## روابط خارجية
- كارلوس فينيسيوس على موقع الاتحاد الأوربي (الإنجليزية)
- كارلوس فينيسيوس على موقع اتحاد تركيا (لاعب) (الإنجليزية)
- كارلوس فينيسيوس على موقع قاعدة بيانات كرة القدم.إي يو (الإنجليزية)
- كارلوس فينيسيوس على موقع ليكيب (الفرنسية)
- كارلوس فينيسيوس على موقع Soccerbase.com (لاعب) (الإنجليزية)
- كارلوس فينيسيوس على موقع Soccerway.com (الإنجليزية)
- كارلوس فينيسيوس على موقع عالم كرة القدم.نت (الإنجليزية)